# Louro (Muros)
Louro ou Santiago de Louro é uma das pequenas paróquias que conformam o município de Muros, na Província da Corunha, comunidade autónoma de Galiza, Espanha.

## Situação e geografia
Situada na margem direito de ria-a de Muros e Noia, encontra-se a uma altitude com respeito ao nível do mar de uns 194 m.
Louro encontra-se entre uma série de formações montanhosas que configuram uma pequena serra de alturas próximas aos 500 m. Ademais tem perto a costa com praias e por suposto a montanha Monte Louro e o lago que se encontra aos pés de dita montanha, lago de Louro, um espaço natural protegido de grande interesse ecológico.[carece de fontes?]

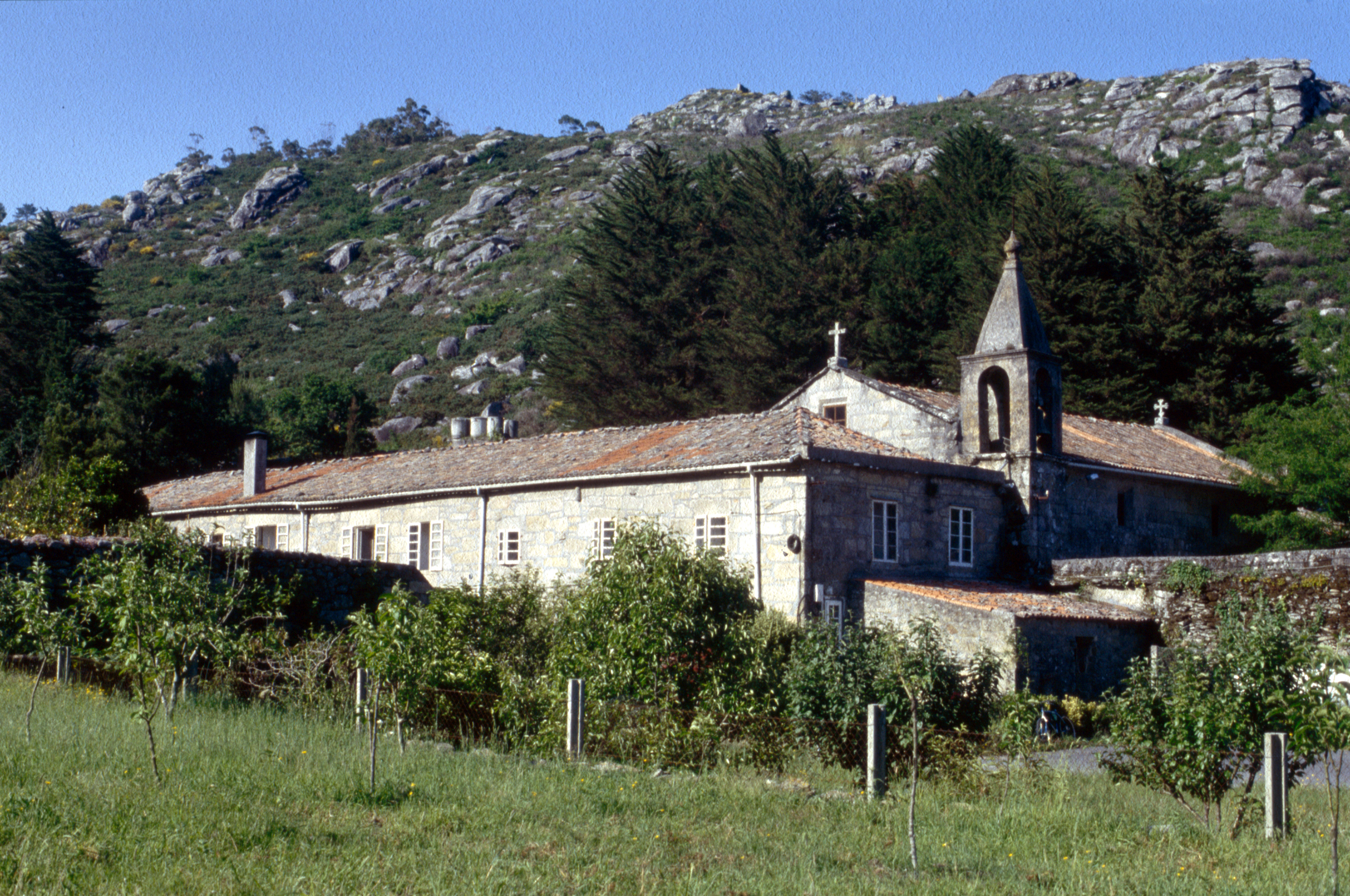
O convento dos Pais Franciscanos

## Património
Aparte destas características, nomear também outros elementos de grande importância que se podem encontrar no povo. Entre eles podemos citar: os petroglifos, o convento dos Pais Franciscanos, as tradicionais casas de pedra, as fontes, os cruceiros de pedra, o faro de Louro, a praia de Area Maior (importante complexo dunar), a praia de San Francisco e sua pinar, o complexo de Ancoradoiro, etc.

## Demografía
Louro conta com um censo de 1234 habitantes em 2013.

## Acessos
A estrada C-550 percorre os 25 km da prefeitura; por esta estrada a distância a Noia é de 30 km, e a Santiago de Compostela é de 62 km. O povo está situado numa das zonas costeras mais formosas e desde o qual se pode chegar pela C-550, por um lado a Cee, Fisterra, Muxía, e pelo outro a Noia, Santiago de Compostela ou A Corunha

## Economia
Historicamente sua gente dedica-se a trabalhar no mar ou a trabalhar a terra.

## Festas
Entre as festas que se celebram na parroquia de Louro estão as festas de María Magdalena que se celebram na última quincena de julho (nunca dantes do 22) e as da Virgen do Carmen (patroa dos marinheiros) que se celebra uma semana após as de María Magdalena e Santiago Apóstol, padrão do mesmo, assim é que Louro também se chama Santiago de Louro. Assinalar também as festas da Villa de Muros, que congregan multidão de gente e que são as festas de San Pedro (29 de junho) e as da Virgen do Carmen (16 de julho). Ademais, durante todo o ano (e sobretudo em verão) se realizam diferentes romerías e celebrações.[carece de fontes?]